# Katastrofa lotu Aerofłot 4225
Katastrofa lotu Aerofłot 4225 – wypadek lotniczy, który wydarzył się 8 lipca 1980 roku w Ałmaty, w południowo-wschodniej części Kazachstanu (wówczas Kazachskiej SRR). W wyniku wypadku samolotu Tupolew Tu-154 należącego do linii lotniczych Aerofłot, śmierć poniosło 166 osób (156 pasażerów i 10 członków załogi) – wszyscy na pokładzie. Obrażenia odniosło  12 osób (poza samolotem)

## Przebieg katastrofy
Tupolew Tu-154 (nr rej. CCCP-11215) odbywał lot z Ałmaty do Symferopola na Ukrainie (wówczas Ukraińskiej SRR). Feralnego dnia, kapitanem samolotu był Aleksiej Kułagin, a drugim pilotem był Aleksandr Bykow. W trakcie startu, na wysokości zaledwie 152 metrów, samolot wleciał w strefę ciepłego powietrza, po czym jego prędkość gwałtownie zmalała. Maszyna wpadła w prąd zstępujący i zaczęła spadać dziobem do dołu. Zważywszy, że maszyna znajdowała się na niewielkiej wysokości, piloci nie zdążyli opanować maszyny. 3,5 km od końca pasa startowego samolot uderzył brzuchem o pole pszenicy, odbił się, a następnie wpadł do szerokiego na 44 metry wąwozu, znajdującego się za polem. Duże fragmenty Tupolewa uderzyły w zabudowania gospodarcze znajdujące się za wąwozem. Pełne zbiorniki paliwa samolotu wywołały potężny pożar wraku oraz zabudowań znajdujących się w najbliższej okolicy. Zginęli wszyscy z 166 osób przebywających na pokładzie, natomiast 12 osób przebywających w budynkach zostało rannych. Od startu samolotu do katastrofy upłynęła 1 minuta i 40 sekund.

## Przyczyna
Za przyczynę katastrofy uznano gwałtowną utratę prędkości lotu spowodowaną czynnikami atmosferycznymi.
Do dziś jest to największa katastrofa lotnicza pod względem liczby ofiar w historii Kazachstanu.